# Oest-Labinsk
Oest-Labinsk (Russisch: Усть-Лабинск) is een Russische stad in kraj Krasnodar. De stad ligt aan de monding van de rivier de Laba in de Koeban en fungeert als hoofdplaats voor het district Oest-Labinski.
In 1778 ontstond er op deze plaats een Russische vesting die in 1794 een stanitsa van Kozakken werd met de naam Oest-Labinskaja. In 1924 werd de plaats het districtscentrum en in 1958 werd ze opgewaardeerd tot stad. Landbouw is altijd de voornaamste drijfveer van de economie geweest al zijn er ook enkele fabrieken gevestigd.

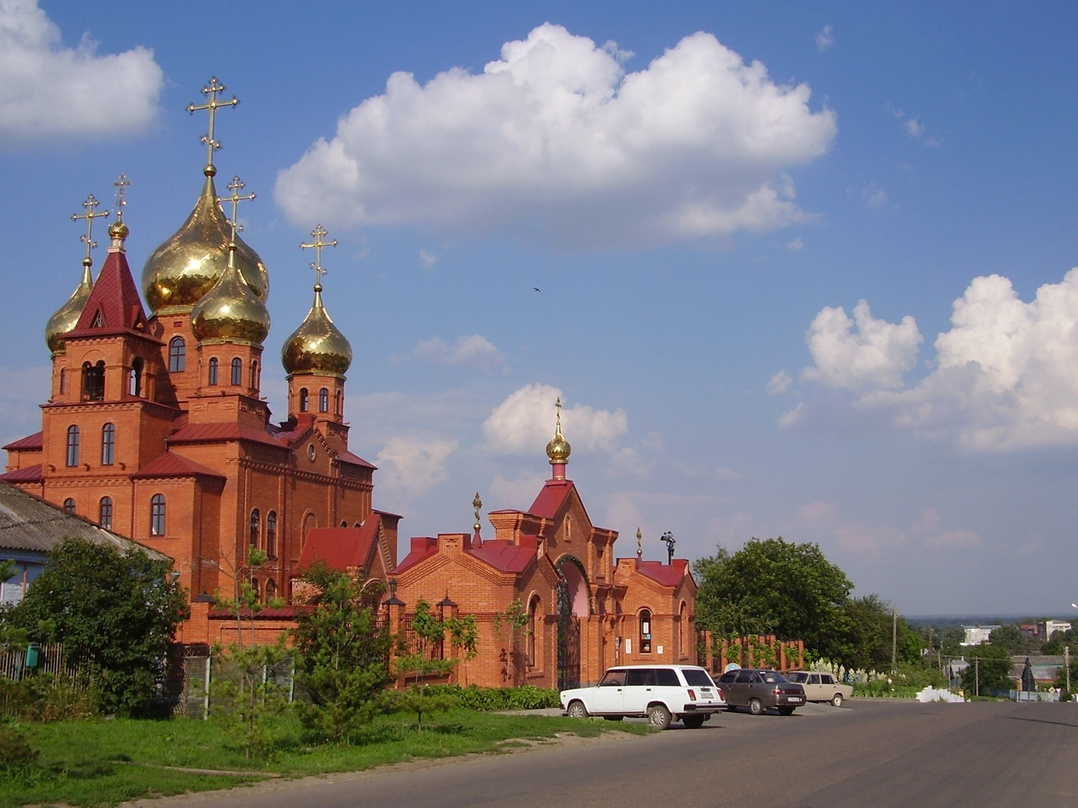
Orthodoxe kerk

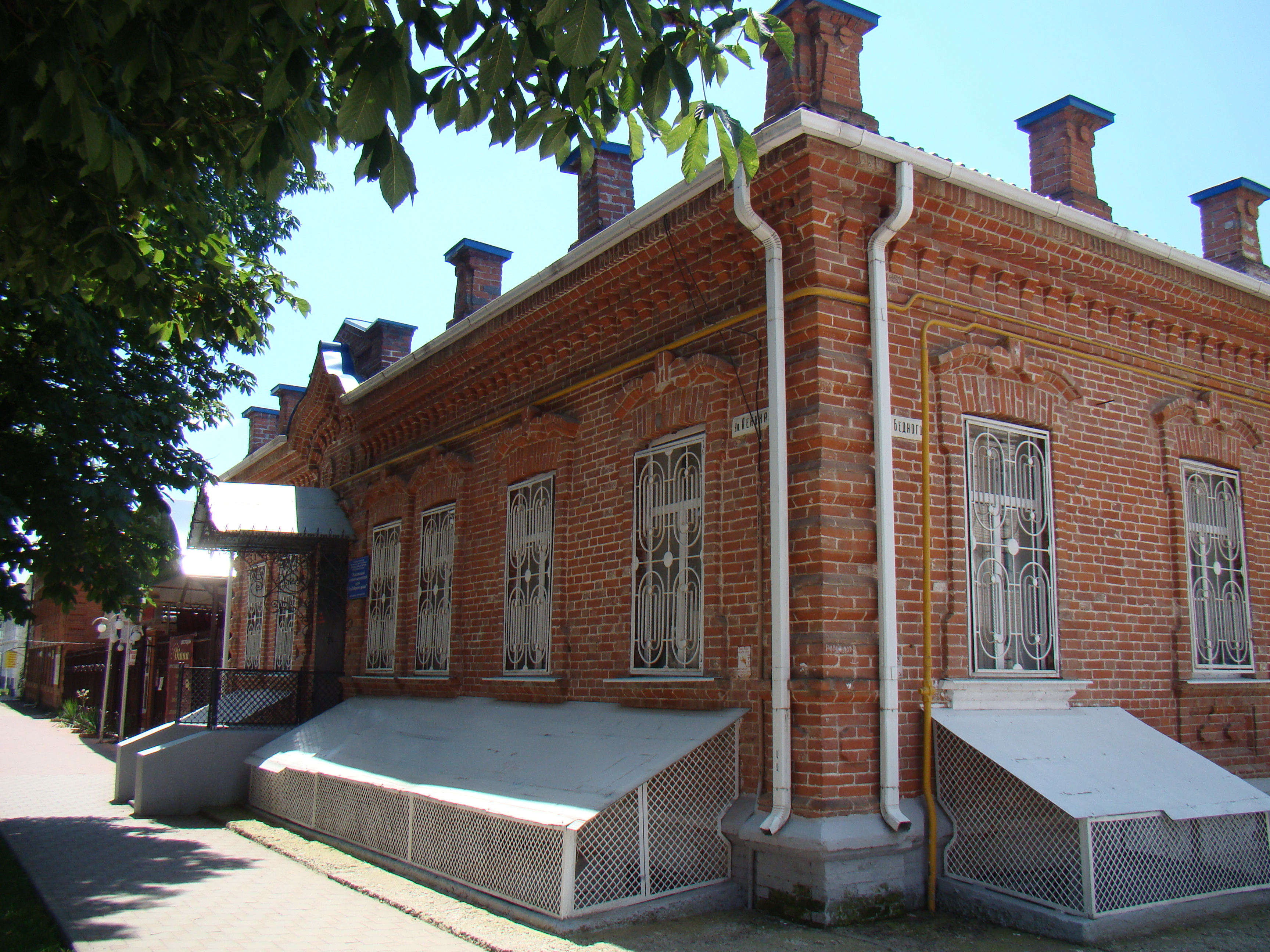
Local History Museum op Lenin straat

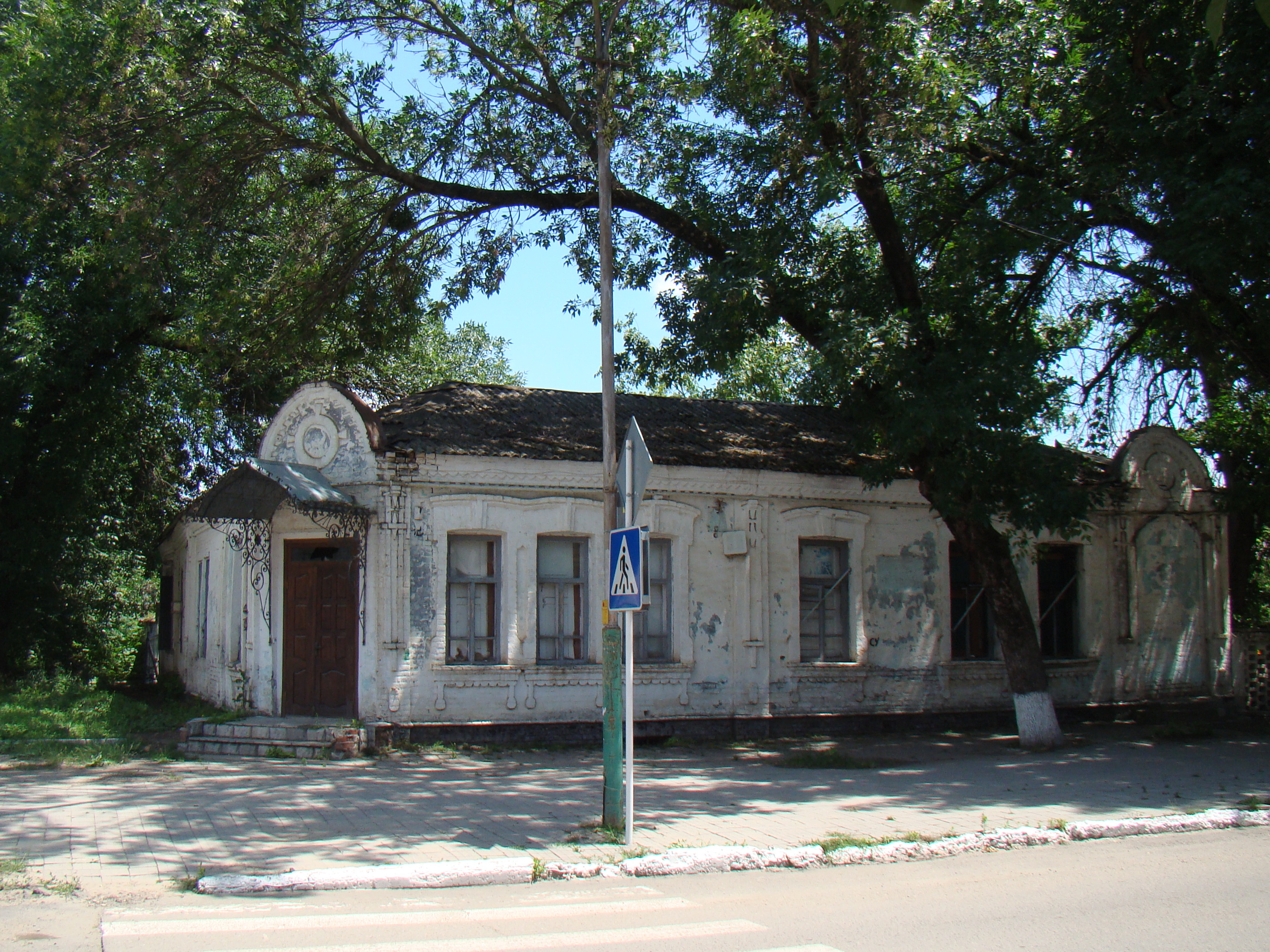
een van de weinige overgebleven gebouwen van het begin van de XX eeuw

Bestuurlijk centrum: Krasnodar

Steden: Abinsk · Anapa · Apsjeronsk · Armavir · Beloretsjensk · Chadyzjensk · Gelendzjik · Goelkevitsji · Gorjatsji Kljoetsj · Jejsk · Koerganinsk · Korenovsk · Kropotkin · Krymsk · Labinsk · Novokoebansk · Novorossiejsk · Oest-Labinsk · Primorsko-Achtarsk · Slavjansk aan de Koeban · Sotsji · Temrjoek · Tichoretsk · Timasjovsk · Toeapse

Districten: Abinski · Anapski · Apsjeronski · Beloglinski · Beloretsjenski · Brjoekchovetski · Dinskoj · Goelkevitsjski · Jejski · Kalininski · Kanevskoj · Kavkazski · Koerganinski · Koesjtsjovski · Korenovski · Krasnoarmejski · Krylovski · Krymski · Labinski · Leningradski · Mostovski · Novokoebanski · Novopokrovski · Oespenski · Oest-Labinski · Otradnenski · Pavlovski · Primorsko-Achtarski · Severski · Sjtsjerbinovski · Slavjanski · Starominski · Tbilisski · Temrjoekski · Tichoretski · Timasjovski · Toeapsinski · Vyselkovski